# Cerridwen Corona
La Cerridwen Corona è una struttura geologica della superficie di Venere.